# Chen Youliang
Chen Youliang (cinese tradizionale: 陳友諒; cinese semplificato: 陈友谅; pinyin: Chén Yǒuliàng; Wade-Giles: Ch'en Yu-liang; Hubei, 1320 – Lago Poyang, 23 agosto 1363) è stato un generale cinese, fondatore dello Stato Ribelle di Dahan (大漢; letteralmente "Grande Han") durante gli ultimi anni della dinastia Yuan.

## Biografia
Nato con il cognome Xie (謝) da una famiglia di pescatori di Mianyang (沔陽; attualmente nella provincia dello Hubei), Chen Youliang divenne ufficiale di distretto prima di ottenere il ruolo di generale sotto Ni Wenjun, durante la ribellione dei Turbanti Rossi. Con la scusa che Ni stava organizzando l'assassinio di Xu Shouhui, il capo dei ribelli dei Turbanti Rossi, Chen stesso lo uccise, prima di uccidere anche il leader ribelle.
Nel 1357, Chen Youliang proclamò se stesso "Re di Han" a Jiangzhou (江州; corrispondente ai giorni nostri a Jiujiang, nel Jiangxi) e, un anno dopo la morte di Xu Shouhui, imperatore. Il suo nome dell'era, così come il nome dell'impero che si era costruito, era Dahan (大漢; tradotto letteralmente come "Grande Han"). Dal 1359 al 1363, la flotta di Chen era la più forte che si potesse trovare sul corso superiore del fiume Azzurro. La sua forza militare era equivalente a quella di un altro Stato ribelle dell'epoca, lo Stato di Wu, condotto da Zhu Yuanzhang, che sarebbe diventato il fondatore della dinastia Ming.
Nel 1360, l'esercito e la flotta Dahan dichiararono guerra allo Stato di Wu, che aveva allora la capitale da Jiqing (l'odierna Nanchino) e che sarebbe poi diventato, nel 1368, la dinastia Ming. Il primo attacco di Dahan alla capitale Wu fu un insuccesso, grazie al fatto che parte della flotta Dahan aveva disertato all'inizio dello stesso anno. La guerra continuò tra alti e bassi fino alla decisiva battaglia del lago Poyang, dove la flotta Wu riuscì infine a sconfiggere la più numerosa flotta Dahan dopo tre giorni di combattimenti.
Un mese dopo la battaglia del lago Poyang, la flotta Dahan che era stata fatta prigioniera fece un tentativo di fuggire dal lago, portando ad una battaglia navale in cui Chen fu ucciso (secondo la storia, sarebbe morto a causa di una ferita alla testa causata da una freccia). All'epoca della sua morte, Chen Youliang aveva 43 anni.
Il principe ereditario di Dahan, Chen Shan (陳善), fu fatto prigioniero, così che Chen Youliang fu seguito al trono del suo regno dal secondogenito Chen Li. Il regno fu attaccato quasi subito dalla flotta e dall'esercito Wu, che impiegò altri due anni ad annetterlo ai suoi territori, riuscendovi nell'aprile nel 1365.

## Nomi dell'era
- Dayi (大義): 1360
- Dading (大定): 1361-1363

## Famiglia Chen
- Chen Pucai (陳普才) - Padre di Chen Youliang, fu fatto conte da Zhu Yuanzhang dopo la caduta di Dahan.
- Chen Youren (陳友仁) - Fratello di Chen Youliang, ucciso durante la battaglia del lago Poyang.
- Chen Yougui (陳友貴) - Fratello di Chen Youliang, ucciso durante la battaglia del lago Poyang.
- Chen Shan - Figlio di Chen Youliang e principe ereditario di Dahan.
- Chen Li - Figlio di Chen Youliang e suo successore.

Chen Youliang aveva altri due fratelli, che furono fatti conti da Zhu Yuanzhang insieme al padre. Aveva, inoltre, diverse concubine di nome Yang, Lou, Tao e Du. Le prime due morirono prima di lui, mentre la consorte Du (阇) fu fatta prigioniera insieme al figlio, Chen Shan.

## Cultura di massa
Chen Youliang è un personaggio secondario del romanzo wuxia di Louis Cha The Heaven Sword and Dragon Saber, in cui è un antagonista minore. Dal romanzo sono stati anche tratti numerosi adattamenti televisivi e cinematografici, oltre che manhua e videogames.